# San Marino nos Jogos Olímpicos de Inverno de 1992
San Marino competiu nos Jogos Olímpicos de Inverno de 1992 em Albertville, França.